# Associazione Calcio Carpenedolo 2007-2008
Questa voce raccoglie le informazioni riguardanti  l'Associazione Calcio Carpenedolo nelle competizioni ufficiali della stagione 2007-2008.

## Rosa
| N. |                   | Ruolo | Calciatore            |  |
| -- | ----------------- | ----- | --------------------- |  |
|    | Italia (bandiera) | P     | Christian Aldebrando  |  |
|    | Italia (bandiera) | C     | Daniele Cacciaglia    |  |
|    | Italia (bandiera) | C     | Alessandro Cazzamagli |  |
|    | Italia (bandiera) | C     | Giacomo Chiazzolino   |  |
|    | Italia (bandiera) | D     | Giovanni De Toma      |  |
|    | Italia (bandiera) | A     | Marco Di Maio         |  |
|    | Italia (bandiera) | A     | Gianni Fabiano        |  |
|    | Italia (bandiera) | C     | Michele Filippini     |  |
|    | Italia (bandiera) | D     | Alberto Galuppo       |  |
|    | Italia (bandiera) | A     | Giancarlo Improta     |  |
|    | Italia (bandiera) | D     | Fabio Lebran          |  |

| N. |                   | Ruolo | Calciatore           |  |
| -- | ----------------- | ----- | -------------------- |  |
|    | Italia (bandiera) | A     | Giuseppe Le Noci     |  |
|    | Italia (bandiera) | C     | Luciano Maiolini     |  |
|    | Italia (bandiera) | A     | Simone Malatesta     |  |
|    | Italia (bandiera) | D     | Adriano Rossini      |  |
|    | Italia (bandiera) | D     | Marco Ruffini        |  |
|    | Italia (bandiera) | P     | Andrea Sentimenti    |  |
|    | Italia (bandiera) | C     | Federico Smanio      |  |
|    | Italia (bandiera) | D     | Alfredo Tagliafierro |  |
|    | Italia (bandiera) | D     | Alessandro Wilson    |  |
|    | Italia (bandiera) | C     | Mattia Zagari        |  |